# Thomas Overton Moore
Pour les articles homonymes, voir Thomas Moore et Moore.
Thomas Overton Moore, né le 10 avril 1804 et mort le 25 juin 1876, gouverneur de la Louisiane du 23 janvier 1860 au 24 avril 1862, Démocrate. 